# Depths of Wikipedia
Depths of Wikipedia (с англ. — «Глубины Википедии») — аккаунт в Instagram, в котором публикуются материалы о странных, малоизвестных и интересных фактах из Википедии. Аккаунт был создан американской колумнисткой и редактором Энни Рауэрда (англ. Annie Rauwerda) в 2020 году. Он содержит выдержки из различных статей Википедии на юмористические или абсурдные темы.

## Создание
Энни Рауэрда (/ˈraʊ.ərdə/), журналистка, со степенью бакалавра в области неврологии в Мичиганском университете,  создала аккаунт «Depths of Wikipedia» в Instagram в апреле 2020 года. Она хотела поделиться странными, удивительными и интересными фактами из английской Википедии со своими друзьями. По словам Энни, идея аккаунта была вдохновлена коллажем из выдержек статей в Википедии, который она сделала для журнала друга, а также фотографией из статьи Википедии об опрокидывании коров. Она интересовалась Википедией ещё до создания аккаунта, проводила время за её чтением в детстве, а позже участвовала в викигонках в средней и старшей школе.
Первых подписчиков аккаунту помогли набрать репосты Instagram-инфлюэнсера Кэролайн Кэллоуэй, которая публиковала сообщения аккаунта Depths of Wikipedia, связанные с конфликтом вокруг статьи о ней самой в Википедии. 
После того, как её аккаунт в Instagram набрал первых подписчиков, Рауэрда создала одноименные аккаунты в TikTok и Twitter, а также запустила e-mail рассылку, в которой более подробно освещались необычные страницы Википедии.

## Активность
В «Глубинах Википедии» представлены статьи на такие темы, как взрывающиеся брюки, ядерный Ганди, шахматы на очень большой доске и сексуально активные папы Римские.
По словам Рауэрды, она часто получает ссылки на википедийные статьи от подписчиков своего аккаунта, но очень избирательно подходит к выбору того, какие именно из них будет публиковать. В октябре 2021 года она озвучила, что проверяет ежедневно «от 30 до 50 статей» перед публикацией.
Энни и сама является редактором Википедии. Она организовала викимарафоны (edit–a–thon) для новых участников Википедии. Также она участвовала в живых комедийных шоу, частью которых были шутки про содержимое статей Википедии.

## Восприятие
Известные подписчики «Глубин Википедии» — Нил Гейман, Джон Майер, Трой Сиван и Оливия Уайлд.
По словам Хизер Вудс, профессора риторики в Университете штата Канзас, «Глубины Википедии» «заставляют Интернет чувствовать себя меньше», «предлагая привлекательные, а иногда и до смешного непривлекательные — точки входа в интернет-культуру». Закари МакКьюн, бренд-директор Фонда Викимедиа, который финансирует и размещает Википедию, назвал этот аккаунт «местом, где Википедия оживает, словно экскурсия по лучшей части Википедии во внеурочные часы».

Энни Рауэрда победила в номинации Media Contributor of the Year 2022 года на ежегодной премии Wikimedian of the Year.